# Часів Яр (річка)
Часів Яр — річка в Україні, у Костянтинівському районі Донецької області. Ліва притока Біленької I (басейн Дону).

## Опис
Довжина річки 10 км, похил річки 7,3  м/км. Площа басейну водозбору 43,3  км². Річка формується з 3 безіменних струмків та 9 загат.

## Розташування
Бере початок на північно-західній стороні від міста Часів Яр. Тече переважно на північний захід через Віролюбівку, Білокузминівку і на південно-східній околиці Семенівки впадає у річку Біленьку I, праву притоку Казенного Торця.
Населені пункти вздовж берегової смуги: Майське, Стінки, Попасне, Клинове, Ашуркове.

## Цікавий факт
- Біля витоку проходить залізнична дорога. На лівому березі річки на відстані приблизно 3,32 км у місті Часів Яр розташована станція Часів Яр.